# رود تمرنیک
رود تمرنیک (انگلیسی: Temernik) یک رودخانه در استان روستوف کشور روسیه است.